# 大津島巡航
大津島巡航株式会社（おおづしまじゅんこう）は、山口県周南市の海運会社。徳山港と大津島を結ぶ航路を運航している。

## 航路
徳山港と大津島の4箇所を結ぶフェリー・旅客船を運航している。「フェリー新大津島」「鼓海II」が就航、ドックダイヤでの運航となる。また、1月1日から1月3日まではフェリー1往復、旅客船2往復の正月ダイヤでの運航となる。
フェリー
- 徳山港 - 刈尾 - 馬島

1日3往復運航する。「フェリー新大津島」が就航している。
旅客船
- 徳山港 - 馬島 - 刈尾 - 瀬戸浜 - 本浦
- 徳山港 - 瀬戸浜 - 刈尾 - 馬島

1日4往復運航する。「鼓海II」が就航している。

## 船舶

### 就航中の船舶
- フェリー新大津島（フェリー）[1]

2004年2月29日竣工、石田造船建設建造　JG平水
145総トン、載貨重量50.69トン、全長39.25m、垂線間長28.00m、全幅7.10m、深さ2.50m、計画満載喫水1.76m
ディーゼル1基、航海速力11.9ノット乗組員4名、旅客定員200名、乗用車6台
- 鼓海II（旅客船）

2007年竣工、本瓦造船・瀬戸内クラフト建造、鉄道建設・運輸施設整備支援機構共有
59総トン、ディーゼル2基、機関出力734PS×2、航海速力20.0ノット、旅客定員150名

### 過去の船舶
- 鼓海（旅客船）

1982年2月竣工、2007年4月引退、木曽造船建造
59総トン、航海速力17.0ノット、旅客定員200名